# Dyhia Benchallal
Dyhia Benchallal, née le 30 janvier 2004, est une judokate algérienne.

## Carrière
Aux Jeux africains de 2023 à Accra, Dyhia Benchallal est médaillée d'argent par équipe mixte.
Elle est médaillée de bronze dans la catégorie des moins de 78 kg aux Championnats d'Afrique 2025 à Abidjan.